# Jiří Paďour
Jiří Paďour O.F.M. Cap. (Vraclav, 1943. április 4. – Prachatice, 2015. december 11.) 1996–2001 között a Prágai főegyházmegye segédpüspöke, majd 2002–2014 között a České Budějovice-i egyházmegye püspöke volt.

## Életpályája
Paďour Vraclavban született. Egyetemi tanulmányait 1962-ben az Előadóművészeti Akadémián 1962-ben fejezte be. A következő évadtól már a Divadlo Na zábradlí színház társulatában dolgozott. 1970-ben elhatározta, hogy beiratkozik Litoměřicében a Szent Cirill és Metód Teológiai Karra. 1975-ben szentelték fel pappá, s innentől két évig Mariánské Lázněben és környékén szolgált. 1978. október 4-én titokban belépett a kapucinusok közé.
Paďourt kétszer, 1991-ben és 1994-ben választották a kapucinusok helytartójává. 1996. december 3-án II. János Pál pápa kinevezte Prága tiszteletbeli helyettes püspökévé. Beiktatására 1997. január 11-én került sor. 2001. február 23-án kinevezték a České Budějovice-i püspök, Anthony Liska utódjául, így 2002. szeptember 5-én ő lett az egyházmegye új vezetője.
2014. március 1-jén Ferenc pápa elfogadta a püspök egészségi állapotára hivatkozó lemondását.